# Bleach (série télévisée d'animation)
Cet article concerne la série télévisée d'animation. Pour le manga d'origine, voir Bleach (manga). Pour les articles homonymes, voir Bleach.
Autre
Bleach (ブリーチ, Burīchi) est l'adaptation en série télévisée d'animation du manga du même nom de Tite Kubo, publié dans le Weekly Shonen Jump entre 2001 et 2016, en 366 épisodes (subdivisés en arcs narratifs) de 25 minutes (en version française : 20 à 22 minutes), créée en 2004 par le Studio Pierrot et réalisée par Noriyuki Abe.
La première diffusion de la série a eu lieu du 5 octobre 2004 au 27 mars 2012 sur TV Tokyo, au Japon. En France, les 52 premiers épisodes ont été diffusés à partir du 1er septembre 2007 sur la chaîne musicale MCM puis dès le 3 janvier 2011 jusqu'à l'épisode 109 sur cette même chaîne et simultanément sur Direct Star (devenu CStar) qui a diffusé la série à partir du premier épisode jusqu'au 167e.
Le 21 mars 2020, lors du 20e anniversaire du manga, Tite Kubo annonce que le dernier arc narratif, intitulé Thousand-Year Blood War (La Guerre sanglante de mille ans), couvrant les tomes 55 à 74 du manga, serait adapté en anime, faisant office de suite directe à la série originale. Celui-ci est diffusé depuis le 11 octobre 2022 sur TV Tokyo et se découpera en quatre cours distincts. À l'international, il est diffusé en simulcast sur Hulu aux États-Unis et sur Disney+ dans le reste du monde hors Asie.

## Histoire

### Prologue
L'histoire suit les aventures d'Ichigo Kurosaki après avoir acquis les pouvoirs d'un Shinigami (死神, Shinigami, litt. « Dieu de la mort ») - une personnification de la mort similaire à la Faucheuse - d'un autre Shinigami, Rukia Kuchiki. Ses nouveaux pouvoirs le forcent à assumer les devoirs de défendre les humains contre les mauvais esprits et de guider les âmes décédées vers l'au-delà.

### Synopsis
La série d'animation Bleach adapte le manga de Kubo mais présente également plusieurs arcs narratifs originaux et indépendants. Dans la ville de Karakura, Ichigo Kurosaki, un lycéen de 15 ans, devient un Shinigami suppléant lorsque la Shinigami Rukia Kuchiki ne peut pas remplir ses fonctions après s'être engagée dans la bataille avec un Hollow particulièrement puissant. Bien qu'initialement réticent à accepter la lourde responsabilité, il commence à éliminer des Hollows à la place de Rukia et découvre pendant ce temps que plusieurs de ses amis et camarades de classe sont spirituellement conscients et ont leurs propres pouvoirs : Uryū Ishida est un Quincy qui peut utiliser des particules d'esprit, Orihime Inoue possède un groupe d'esprits protecteurs connus sous le nom de Shun Shun Rikka et Yasutora Sado, dit « Chad », a une force égale aux Hollows enfermés dans son bras droit (et parfois gauche).
Lorsque Rukia est condamnée à mort pour ses transgressions dans le monde humain et ramenée dans le monde spirituel de la Soul Society, Ichigo demande l'aide de Kisuke Urahara et Yoruichi Shihōin, qui à son insu sont deux shinigamis exilés, pour permettre à lui et ses amis de sauver Rukia. Après qu'Ichigo et ses amis se sont battus contre de nombreux Shinigamis, il est révélé que le capitaine de la 5e division des Shinigami Sōsuke Aizen a accusé Rukia du crime et a mené illégalement des expériences sur des Shinigamis et des Hollows. Aizen prévoit de prendre le contrôle de la Soul Society via l'utilisation du Hōgyoku, une substance légendaire qui peut transformer des Hollows en demi-Shinigamis et vice versa, augmentant considérablement leurs pouvoirs. Il s'échappe dans le Hueco Mundo, le royaume des Hollows, et enlève plus tard Orihime alors qu'elle contribue à la création de l'Oken, un pouvoir qui lui permettra de tuer le Roi Spirituel, le souverain de la Soul Society.
Après avoir été entraînés par les Vizards, d'autres Shinigamis exilés qui n'étaient pas disposés à participer aux expériences d'Aizen et qui ont développé des pouvoirs de hollows, Ichigo et ses amis se rendent au Hueco Mundo pour sauver Orihime et le monde. Ils doivent faire face à l'armée d'Arrancars d'Aizen, qui sont des Hollows possédant des capacités de Shinigamis, menée par un groupe d'élite connu sous le nom d'Espadas, composé de dix Arrancars d'une force exemplaire. Ces Arrancars sont appelés Espadas et sont des mini-boss, ils servent de commandants dans l'armée d'Aizen et ont chacun leurs propres factions d'Arrancars plus faibles. Avec Aizen, Gin Ichimaru et Kaname Tōsen et les Espadas possèdent une force comparable à celle des capitaines du « Gotei 13 » de la Soul Society. Après avoir finalement atteint Orihime, Aizen révèle que son enlèvement était une distraction pour lui permettre de prendre la ville de Karakura, car son énergie spirituelle est ce dont a besoin l'Oken. Après avoir reçu l'entraînement final de son père Isshin, un autre Shinigami exilé, Ichigo et les Shinigamis affrontent Aizen, les Shinigamis qui se sont ralliés à sa cause et ses Espadas les plus puissants, entraînant la reddition d'Aizen et la perte des pouvoirs de Shinigami d'Ichigo à cause de l'utilisation d'une technique sacrée pour sceller Aizen pour de bon.
Près de deux ans plus tard, Chad révèle à Ichigo qu'il a trouvé des gens comme lui, appelés Fullbringers, dans un groupe appelé Xcution. Les Fullbringers peuvent renoncer à leurs pouvoirs pour restaurer les pouvoirs d'un Shinigami et ils prévoient de le faire pour Ichigo, qui commence également à utiliser le Fullbring. Cependant, tout cela est une ruse de leur chef Kūgo Ginjō, un Fullbringer et ancien Shinigami remplaçant, pour voler les pouvoirs d'Ichigo afin de les donner aux autres. Ichigo voit finalement ses pouvoirs de Shinigami restaurés quand il regagne enfin la confiance de la Soul Society. Les capitaines et lieutenants partagent ensuite leurs pouvoirs avec Ichigo qui bat Ginjō et les autres membres de Xcution et retourne à son devoir de protéger la ville de Karakura fièrement en tant que Shinigami remplaçant.
Plusieurs arcs narratifs originaux sont ensuite présentés. L'arc Bount dans la saison 4 se concentre sur les humains spirituellement conscients qui sont immortels tant qu'ils absorbent les âmes. Leur chef Jin Kariya cherche à détruire la Soul Society pour la chasse constante de la Bount, et Ichigo et lui se battent pour le sort de la Soul Society. Une autre histoire est l'introduction du capitaine Shūsuke Amagai, le remplaçant de Gin Ichimaru après la trahison de ce dernier pour rejoindre Aizen. Amagai cherche à se venger du commandant Yamamoto pour la mort de son père et utilise les armes Bakkōtō de la famille Kasumiōji dans ses plans. Ichigo combat Amagai, qui reconnaît la honte de ses actes et se suicide. Le troisième arc original présente le zanpakutō maléfique Muramasa, qui a la capacité de se transformer, ainsi que d'autres zanpakutō, en êtres spirituels pour se venger de la Soul Society pour avoir emprisonné son maître Kōga Kuchiki. Après avoir réussi, il est trahi et se transforme en une créature monstrueuse qu'Ichigo bat tout de même, mais pas avant que Muramasa révèle que son intention était de faire communiquer les Shinigamis et zanpakutō sur un pied d'égalité. Le quatrième et dernier arc original présente un événement au cours duquel Kagerōza Inaba crée des copies d'âme modifiées de nombreux membres du Gotei 13, les plaçant dans des corps Reigai. Inaba a cherché à capturer Nozomi Kujō afin de fusionner avec elle et redevenir leur être d'origine Ōko Yushima. Après la fusion, Yushima a cherché à détruire la Soul Society.

## Personnages
Les shinigami sont des âmes humaines qui ont acquis le pouvoir de combattre les hollow (une fois tué, le hollow, s'il n'a pas commis de grand crime, est purifié et transmis à la Soul Society). Ce sont les gardiens spirituels des âmes humaines qui permettent l'ordre chez les humains en envoyant les âmes à la Soul Society.
- Ichigo Kurosaki (黒崎 一護, Kurosaki Ichigo?, accent tonique sur le premier I) est le personnage principal. C'est un jeune lycéen de 15 ans (au début de la série), se considérant différent des autres : il a les cheveux naturellement roux, contrairement à sa famille qui a des cheveux dans les tons bruns / noirs, et depuis peu, Ichigo voit les fantômes et communique avec eux. Ce trait n'est pas unique dans sa famille puis que sa sœur cadette Karin, les voit plus ou moins bien également, ainsi que sa sœur Yuzu qui les ressent. Lorsqu'ensuite il fait la rencontre de Rukia Kuchiki[7].
- Rukia Kuchiki est la Shinigami qui donne ses pouvoirs à Ichigo dans le premier épisode. Par la suite, elle lui apprendra tout ce qu'il doit savoir sur les Shinigami et les Hollows, puis comment se servir de ses pouvoirs. Ils deviennent amis et très complices, au point de vivre dans son placard[7].
- Uryū Ishida est un des rares Quincy encore en vie, humains chasseurs de Hollows capables de détecter leur présence. Bien qu'une profonde rivalité existe depuis des années entre les Shinigami et les Quincy sur la manière de mettre un terme à l'existence des Hollows, un déséquilibre entre le monde des vivants et le monde spirituel, s'est créé. Et, la race des Quincy a fini par être détruite par les Shinigami, 200 ans auparavant. Cependant, avec Ichigo, ils deviendront amis et coopéreront à plusieurs reprises ensemble[8].
- Orihime Inoue est une jeune lycéenne orpheline, âgée de 15 ans (au début de la série) et est dans la classe d'Ichigo, dont elle est secrètement amoureuse. Sa meilleure amie, Tatsuki Arisawa, dit qu'elle mérite mieux car elle est une « beauté à grosse poitrine » : en effet Orihime est une jeune fille qui attire tous les garçons de sa classe comme Asano. Mais, lorsqu'elle se rapprochera d'Ichigo et de Rukia, ses pouvoirs se réveillent et apparaissent lorsqu'elle se bat avec un Hollow qui avait pris possession du corps de Tatsuki[7].
- Sado « Chad » Yasutora (茶渡 泰虎?, Yasutora « Chad » Sado) est un lycéen peu bavard, né au Japon mais a vécu au Mexique avec son grand-père. Après être devenu ami avec Ichigo, il va développer un pouvoir qui ressemblent à ceux des Hollows. Il dispose de la faculté de recouvrir ses bras d'une matière spirituelle inconnue puissante qui lui confère le pouvoir de décocher d'énormes ondes de choc[8].
- Kon est la mascotte du manga. Il s'agit d'une âme artificielle, ou mod soul, fabriquée à la Soul Society (projet Spear Head). Elles étaient programmées au combat pour aider les Shinigami en développant une de leurs aptitudes physiques, mais des défaillances ainsi que des problèmes d'éthique les poussèrent à en arrêter la fabrication et à détruire les spécimens existants, mais Kon parvint à en réchapper, caché parmi de simples âmes (Soul Candies) uniquement destinées à occuper les corps inertes des shinigami[8].
- Renji Abarai (恋次 阿散井?, Abarai Renji) est né à Rukongai, il est un ami de Rukia avec qui il a grandi. Ils se sont éloignés l'un de l'autre à cause de l'adoption de Rukia par la famille Kuchiki. Peu de temps avant le départ de Rukia pour le monde des humains, il a été promu vice-capitaine de la 6e division du Gotei 13[9].
- Shinji Hirako est une personne étrange, au physique mince et allongé. On le voit pour la première fois comme étant un nouveau camarade de classe d'Ichigo, peu après son retour à Karakura une fois le sauvetage de Rukia effectué. Très vite, Ichigo doute de Shinji en le voyant muni d'un Zanpakuto. En réalité, Shinji est un Vizard (shinigami ayant transcendé la frontière avec le hollow à la suite d'une expérience menée par Aizen, qui était à l'époque son vice capitaine), et également l'ancien capitaine de la 5e division du Gotei 13. Shinji devient très vite un personnage important en enseignant la maîtrise de son hollow à Ichigo[10]. Il se bat également contre Grimmjow, combat quasiment à sens unique pour le Vizard. Après la défaite de Aizen, Shinji redevient capitaine de la 5e division. Son Zanpakuto se nomme " Sakanade " et a le pouvoir d'inverser tous les sens de sa victime (référence au fait que Shinji adore faire les choses dans le sens inverse de la normale).

## Univers deBleach
L'univers de Bleach se divise en trois parties majeures : la banlieue de Karakura qui semble se situer aux alentours de Tokyo, dans le monde réel, la Soul Society (la société des âmes), c'est-à-dire l'au-delà et enfin le Hueco Mondo (le monde creux), là où vivent les Hollows.
L'univers présente une vision de la vie après la mort où les âmes des morts vont dans un monde appelé la Soul Society une fois envoyés par des Shinigami, montrés comme des âmes humaines ayant un pouvoir spirituel suffisamment puissant pour prendre les armes et utiliser ce pouvoir pour protéger le monde des vivants.

## Inspiration et création de l'œuvre
Noriyuki Abe est choisi comme réalisateur de la série tandis que Masashi Sogo comme scénariste en chef des épisodes 1 à 212, Tsuyoshi Kida a ensuite pris la relève pour les épisodes 230 à 265 et Kento Shimoyama a été nommé pour les épisodes 317 à 366. Masashi Kudō a fourni les conceptions des personnages, fournissant parfois des animations clés ou agissant lui-même comme superviseur d'animation.
Lors de la production et de la diffusion des 167 premiers épisodes, la taille de l'écran a été présenté en 4:3 ; les épisodes 168 à 366 ont été produits et diffusés en écran large 16:9.
Dans une interview de 2009, Tite Kubo et Masashi Kudō ont discuté de la 13e saison à paraître, intitulée Zanpakutō : L'Histoire alternative, Tite Kubo souhaitant pouvoir intégrer les événements dans le manga. Il a révélé que son style artistique varie dans la production de l'œuvre et ne s'est réellement figé qu'après la diffusion de l’anime. Il reconnaît que son style a changé à la suite de son travail et a donné un exemple selon lequel il ne dessine plus de cheveux poussant derrière les oreilles des personnages.

## Anime

### Série télévisée

#### Bleach

##### Fiche technique
- Titre japonais : ブリーチ (Burīchi)
- Titre français : Bleach
- Création : Tite Kubo
- Réalisation : Noriyuki Abe
- Scénario : Genki Yoshimura, Kazuyuki Fudeyasu, Masahiro Okubo, Masao Ookubo, Masashi Sogo, Michiko Yokote, etc.
- Photographie : Kazuto Izumida et Toshiyuki Fukushima
- Character designer : Masashi Kudō
- Color designer : Hideo Kamiya et Hiromi Anzai
- Montage : Junichi Uematsu, Taeko Hamauzu et Yoshinori Murakami
- Musique : Shirō Sagisu
- Studio d'animation : Studio Pierrot
- Production : Jun Takibuchi, Ken Hagino, Kyoko Kobayashi, Mai Nagai, Shunji Aoki, Yukio Yoshimura, Yutaka Sugiyama
- Sociétés de production : Dentsu Inc., Shūeisha, Studio Pierrot et TV Tokyo
- Pays d'origine :  Japon
- Langue originale : japonais
- Durée : 22 minutes
- Nombre d'épisodes, licence et date de première diffusion : 
  -  Version japonaise : 366 (diffusés - terminée), licence TV Tokyo, diffusé du 5 octobre 2004 au 27 mars 2012 sur TV Tokyo ;
  -  Version française : 366 (diffusés - terminée), licence Kazé, diffusé depuis le 1er septembre 2007 sur MCM et depuis le 3 janvier 2011 sur Direct Star.
- Nombres d'épisodes disponibles en DVD : 
  - Japon : 366 (terminée)
  - France : 366 (terminée)

##### Liste des épisodes
Bleach est divisé en seize saisons, dont cinq sont des arcs narratifs indépendants qui ne sont pas présents dans le manga original. 
| Saison et nom                                                                         | Épisodes | Arcs indépendants |
| ------------------------------------------------------------------------------------- | -------- | ----------------- |
| Saison 1 : Le Remplaçant (2004-2005)                                                  | 20       | Non               |
| Saison 2 : L'Entrée (2005)                                                            | 21       | Non               |
| Saison 3 : Soul Society : Le Sauvetage (2005)                                         | 22       | Non               |
| Saison 4 : Bount (2006)                                                               | 28       | Oui               |
| Saison 5 : L'Assaut (2006-2007)                                                       | 18       | Oui               |
| Saison 6 : Les Arrancars (2007)                                                       | 22       | Non               |
| Saison 7 : Les Arrancars, deuxième partie : L'Entrée discrète au Hueco Mundo (2007)   | 20       | Non               |
| Saison 8 : Les Arrancars, troisième partie : La Lutte acharnée (2007-2008)            | 16       | Non               |
| Saison 9 : Le Nouveau Capitaine Shūsuke Amagai (2008)                                 | 22       | Oui               |
| Saison 10 : Les Arrancars, quatrième partie : Arrancars contre Shinigamis (2008-2009) | 16       | Non               |
| Saison 11 : Le Passé (2009)                                                           | 7        | Non               |
| Saison 12 : Les Arrancars, cinquième partie : Bataille de Karakura (2009)             | 17       | Non               |
| Saison 13 : Zanpakutō : L'Histoire alternative (2009-2010)                            | 36       | Oui               |
| Saison 14 : Les Arrancars, sixième partie : La Chute des Arrancars (2010-2011)        | 51       | Non               |
| Saison 15 : Gotei 13, l'armée d'invasion (2011)                                       | 26       | Oui               |
| Saison 16 : L'Agent perdu (2011-2012)                                                 | 24       | Non               |

##### Musiques
La bande originale de l’anime Bleach a été composée par Shirō Sagisu, publiée en 4 volumes et un coffret anniversaire. Une série d'albums de chansons de personnages, les albums Bleach Beat Collection et les albums composés des chansons à thème ont également tous été publiés par Sony Music Entertainment Japan.
Cinq volumes de bandes originales Bleach ont été publiés :
1. Bleach Original Soundtrack 1 est sorti le 18 mai 2005 et propose 25 chansons créditées à Shirō Sagisu[13] ;
2. Bleach Original Soundtrack 2 est sorti le 18 août 2006 et propose 46 chansons utilisées jusqu'à l'épisode 64 de l'arc Bounts[14] ;
3. Bleach Original Soundtrack 3 est sorti le 15 novembre 2008 et comprend 54 chansons de l'anime[15] ;
4. Bleach Original Soundtrack 4 est le dernier OST sorti le 16 décembre 2009 et comprend 30 chansons[16] ;
5. Le coffret du cinquième anniversaire, sorti le 29 juillet 2009, comprend un CD composé de 21 chansons inédites[17].

The Bleach Beat Collections est un ensemble de CD publiés par Sony Music contenant des enregistrements des comédiens japonais originaux qui donnent un aperçu de la personnalité des personnages qu'ils interprètent, ainsi que des comédiens eux-mêmes. Le premier CD est sorti le 22 juin 2005 puis vingt-et-un volumes ont suivi sur quatre sets nommés Sessions.
D'autres collections supplémentaires ont été publiées comme : 
- The Best : 2 volumes, contenant 24 chansons sur deux disques. Le premier volume est sorti le 21 mars 2007 et le second le 18 mars 2009 ;
- La Bleach Breathless Collection : six volumes comprenant cinq titres à l'effigie d'un Shinigami. Les six volumes présentent respectivement Ichigo, Rukia, Renji, Toshiro, Shuhei et Byakuya.
- Radio DJCD Bleach 'B' Station : 3 sets de CD, contenant chacun six volumes.

##### Diffusions
Au Japon, Bleach est diffusée les mardi à 18 heures du 5 octobre 2004 sur TV Tokyo au 27 mars 2012, à l'exception des jours fériés. La série est réalisée par Noriyuki Abe et produite par TV Tokyo, Dentsu et le Studio Pierrot. L'épisode 366 est le dernier épisode de Bleach à être diffusé sur TV Tokyo.
Pour l'internationale, la licence de la série ainsi que ses produits dérivés sont détenus en Europe par « Viz Media Europe » (devenue Crunchyroll SAS), en Amérique et en Océanie par Viz Media, obtenus auprès de TV Tokyo Corporation et Shūeisha le 15 mars 2006. Viz Media a par la suite concédé sous licence ses droits de commercialisation individuels de Bleach à plusieurs sociétés différentes.
Au Canada, Bleach a fait sa première diffusion sur la chaîne YTV dans le programme Bionix le 8 septembre 2006.
Aux États-Unis, Adult Swim (de Cartoon Network), a commencé la diffusion de Bleach en 2006 le soir suivant. Adult Swim a cessé la diffusion de nouveaux épisodes de l'adaptation anglaise le 13 octobre 2007 après avoir diffusé les 52 premiers épisodes de la série. Il a été remplacé par une autre série de Viz Media, Death Note, pour donner à Studiopolis plus de temps pour doubler les épisodes supplémentaires de Bleach. La série a été de nouveau diffusée le 2 mars 2008, mais est mis en pause le 21 novembre 2009, après la diffusion de son 167e épisode. La diffusion reprend lorsque le programme de Toonami est retourné sur Adult Swim le 26 mai 2012. Même après l'arrêt de l'émission le 1er novembre 2014, la série a continué à être diffusée sur Adult Swim jusqu'au 1er février 2015.
Au Royaume-Uni, Bleach a été diffusée à partir du 13 septembre 2007 sur AnimeCentral, avec de nouveaux épisodes diffusés chaque semaine. La version doublée en anglais de Bleach a aussi été diffusée sur Animax Asia le 18 décembre 2009 avec les 52 premiers épisodes. Puis, la saison 2 a été présentée le 18 mars 2011 en version originale sous-titré en anglais. 
En France, les 52 premiers épisodes ont été diffusés à partir du 1er septembre 2007 sur la chaîne musicale MCM. Puis, le 4 septembre 2010, MCM a annoncé la diffusion de la suite de la première et de la deuxième saison, soit les épisodes 53 à 109, du 3 janvier 2011 au 23 février 2011.
Le 9 septembre 2011, la chaîne a annoncé la diffusion de la suite des épisodes (la troisième saison), soit les épisodes 110 à 167, du 2 janvier 2012 au 28 février 2012.
Le 21 février 2012, MCM a annoncé la diffusion d'épisodes inédits (la quatrième saison), soit les épisodes 168 à 229, du 16 avril 2012 au 16 mai 2012.
Le 15 février 2013, MCM a annoncé la diffusion d'épisodes inédits (la cinquième saison), soit les épisodes 230 à 316, du 10 avril 2013 au 29 octobre 2013,.
La sixième et dernière saison, soit les épisodes 317 à 366, a été diffusée dès le 4 octobre 2014. Direct Star a diffusé la série du 3 janvier 2011 au 25 février 2011 soit les épisodes 1 à 167.
Le 2 septembre 2011, la chaîne a annoncé qu'elle diffuserait la suite des épisodes inédits (à partir du 168) en 2013.
Pour la diffusion en espagnole, deux versions différentes sont produites, au Mexique par le studio Art Sound Mexico et en Espagne par le studio CYO. La version réalisée au Mexique est retransmise dans le reste de l'Amérique latine sur Animax et celle réalisée en Espagne est diffusée sur Buzz en Argentine, au Venezuela, en Colombie et en Espagne.
Au Brésil, la série a été diffusée sur Animax et Sony Spin (épisodes 1-110), puis sur PlayTV (épisodes 1 à 229).
En Russie, la licence et la distribution de la série est acquise par Mega-Anime (en) (Мега-Аниме) le 12 octobre 2007,. La production commence à l'automne 2008 pour être diffusée dès le 21 décembre 2010 sur 2x2. 
À Singapour, Odex est le concédant de licence de Bleach.

#### Bleach: Thousand-Year Blood War
Le 21 mars 2020, lors du 20e anniversaire du manga, Tite Kubo annonce que le dernier arc narratif, intitulé Thousand-Year Blood War (La Guerre sanglante de mille ans), couvrant les tomes 55 à 74 du manga, serait adapté faisant office de suite directe à la série originale. En décembre 2021, cet arc, adapté sous forme d'un nouvel anime et titré Bleach: Thousand-Year Blood War (BLEACH 千年血戦篇, Burīchi: Sennen Kessen-hen), est confirmé lors du Jump Festa '22.
Il est diffusé depuis le 11 octobre 2022 sur TV Tokyo, et se découpe en quatre cours distincts,. Le deuxième cours est sorti le 8 juillet 2023. Le troisième cours est en cours de diffusion depuis le 5 octobre 2024,.
À l'international, cet arc est diffusé en simulcast sur Hulu aux États-Unis et sur Disney+ dans le reste du monde hors Asie, notamment en Belgique depuis le 20 février 2023 ou en France depuis le 29 mars 2023.

### OAV
Deux OAV de 30 minutes sont sortis au Japon. En France, il n'y a eu aucune sortie et aucun doublage n'a été réalisé.
1. Bleach: Memories in the Rain (漂白剤: 雨の中でメモリ, Hyōhaku-zai: Ame no naka de memori?) est sorti en 2004 au Japon.
2. Bleach: The Sealed Sword Frenzy (漂白剤: 密封された剣逆上, Hyōhaku-zai: Mippū sareta ken gyakujō?) est sorti en 2006 au Japon.

### Films d'animation
Au Japon, quatre longs métrages, réalisés par Noriyuki Abe et basés sur la série, sont sortis au cinéma. Chaque film présente une intrigue originale avec des personnages originaux conçus par Tite Kubo. En France, les films sont sortis directement en DVD.
1. Bleach: Memories of Nobody (劇場版ブリーチ, Gekijōban Burīchi?) est sorti le 16 décembre 2006 au Japon[56] et le 28 janvier 2009 sous le titre Bleach - Film 1 : Memories of Nobody en France ;
2. Bleach: The Diamond Dust Rebellion (劇場版BLEACH The DiamondDust Rebellion もう一つの氷輪丸, Gekijōban Burīchi - Mō Hitotsu no Hyōrinmaru?) est sorti le 13 décembre 2007 au Japon[57] et le 6 janvier 2010 sous le titre Bleach - Film 2 : The Diamond Dust Rebellion en France ;
3. Bleach: Fade to Black (劇場版BLEACH Fade to Black 君の名を呼ぶ, Gekijōban Burīchi: Fade to Black - Kimi no na o Yobu?) est sorti le 13 décembre 2008 au Japon et le 21 septembre 2011 sous le titre Bleach - Film 3 : Fade to Black en France[58] ;
4. Bleach: Hell Verse (劇場版BLEACH 地獄篇, Gekijō-ban Burīchi: Jigoku-hen?) est sorti le 4 décembre 2010 au Japon[59] et le 5 décembre 2012 sous le titre Bleach - Film 4 : Hell Verse en France[60],[61],[62].

### Doublage

#### Version originale
L'acteur de doublage japonais Masakazu Morita, voix d'Ichigo, a essayé de recréer l'ambiance qu'il a ressenti quand il lisait le texte et s'imaginait entendre le dialogue. Dans une interview avec Elicia O'Reilly de la Fondation du Japon, Masakazu Morita a déclaré « pour entrer dans le personnage, je lis une ligne qui caractérise le personnage. »

#### Version anglaise
Le doublage anglais a été produit par Studiopolis, situé à Studio City à Los Angeles. La distribution du doublage anglais a été composée d'acteurs expérimentés de l'industrie qui ont des dizaines de rôles dans d'autres séries d'animation japonaise, films et jeux vidéo. À l'origine, l'acteur de doublage Johnny Yong Bosch (en), voix anglaise d'Ichigo, a trouvé difficile de prononcer les noms des personnages et a essayé d'imiter la voix grave et rauque d'Ichigo en japonais. Il reconnaît que le contrôle de la direction a été assoupli au fur et à mesure de l'avancement du travail ; déclarant autour de l'épisode 10, alors qu'il était guidé dans le rôle d'Ichigo et la croissance du personnage. Il a noté que les longues scènes de cris et de halètement, en particulier la scène de l'épisode 18, l'avaient presque fait s'évanouir. Stephanie Sheh (en), la voix anglaise d'Orihime, a remarqué la différence dans le ton de sa voix avec l'adaptation japonaise et l'a décrite comme étant plus aiguë et « à consonance innocente ». Les producteurs du doublage anglais voulaient rendre la voix d'Orihime dure et comique, mais pas « écervelée ». Elle se réfère aux créations inhabituelles de son personnage pour la nourriture. Derek Stephen Prince (en) explique trouver du plaisir à interpréter la voix d'Uryu, parce que c'est le mouton noir de la distribution et qu'il est un personnage complexe. Tout au long de la production, il explique reprendre la voix (anglaise) de Shino Aburame dans Naruto et les distingue en prenant un ton de voix ressemblant à celui de Clint Eastwood, pour Uryu.
Pour le travail vocal, l'un des défis consistait à énoncer des phrases japonaises tout en conservant la prononciation et l'inflexion. La dualité de l'histoire était difficile à suivre et le casting devait jongler avec les défis de la performance sous les différents modes de vie des personnages. Les comédiens ont souvent fait des suggestions pour les scènes qui diffèrent du scénario approuvé et entraînent une réécriture et des prises supplémentaires qui ont été ajoutées au doublage.

#### Version française
Bleach (épisodes 1 à 366)
| Personnages                                      | Voix japonaises                           | Voix françaises,                                                                             |
| ------------------------------------------------ | ----------------------------------------- | -------------------------------------------------------------------------------------------- |
| Ichigo Kurosaki                                  | Masakazu Morita                           | Vincent de Bouard                                                                            |
| Ogihci Ikasoruk                                  | Masakazu Morita                           | Vincent de Bouard                                                                            |
| Rukia Kuchiki                                    | Fumiko Orikasa                            | Françoise Escobar                                                                            |
| Renji Abarai                                     | Kentarō Itō                               | Nicolas Beaucaire                                                                            |
| Keigo Asano                                      | Katsuyuki Konishi                         | Nicolas Beaucaire                                                                            |
| Kira Izuru                                       | Takahiro Sakurai                          | Nicolas Beaucaire                                                                            |
| Pesche Guatiche                                  | Takehito Koyasu                           | Nicolas Beaucaire                                                                            |
| Uryū Ishida                                      | Noriaki Sugiyama                          | Philippe Siboulet                                                                            |
| Yasutora « Chad » Sado                           | Hiroki Yasumoto                           | Bruno Moury                                                                                  |
| Grand Fisher                                     | Chafurin                                  | Bruno Moury                                                                                  |
| Love Aikawa                                      | zaeTetsu Inada                            | Bruno Moury                                                                                  |
| Orihime Inoue                                    | Yuki Matsuoka                             | Isabelle Volpe                                                                               |
| Mashiro Kuna                                     | Akemi Kanda                               | Isabelle Volpe                                                                               |
| Kon                                              | Mitsuaki Madono Tite Kubo (OAV)           | Patrick Pellegrin                                                                            |
| Kisuke Urahara                                   | Shinichiro Miki                           | Yannick Bellissard                                                                           |
| Jin Kariya                                       | Tōru Ōkawa                                | Yannick Bellissard                                                                           |
| Yoruichi Shihōin                                 | Satsuki Yukino (femme) Shiro Saito (chat) | Florence Dumortier (1re voix) puis Claudine Gremy (2e voix) (femme) Patrick Pellegrin (chat) |
| Shūhei Hisagi                                    | Katsuyuki Konishi                         | Jean-Marco Montalto                                                                          |
| Tessai Tsukabishi                                | Kiyoyuki Yanada                           | Jean-Marco Montalto                                                                          |
| Mizuiro Kojima                                   | Jun Fukuyama                              | Jean-Marco Montalto                                                                          |
| Jinta Hanakari                                   | Takako Honda                              | Nayéli Forest                                                                                |
| Karin Kurosaki                                   | Rie Kugimiya                              | Nayéli Forest                                                                                |
| Ururu Tsumugiya                                  | Noriko Shitaya                            | Agnès Manoury                                                                                |
| Yuzu Kurosaki                                    | Tomoe Sakuragawa                          | Agnès Manoury                                                                                |
| Isshin Kurosaki                                  | Toshiyuki Morikawa                        | Frédéric Souterelle                                                                          |
| Kenpachi Zaraki                                  | Fumihiko Tachiki                          | Frédéric Souterelle                                                                          |
| Sōsuke Aizen                                     | Shō Hayami                                | Frédéric Souterelle                                                                          |
| Shunsui Kyôraku                                  | Akio Ōtsuka                               | Frédéric Souterelle                                                                          |
| Zangetsu                                         | Takayuki Sugo                             | Jochen Hägele (en)                                                                           |
| Tôshirô Hitsugaya                                | Romi Paku                                 | Jochen Hägele (en)                                                                           |
| Yumichika Ayasegawa                              | Jun Fukuyama                              | Jochen Hägele (en)                                                                           |
| Kaname Tosen                                     | Toshiyuki Morikawa                        | Jochen Hägele (en)                                                                           |
| Rangiku Matsumoto                                | Kaya Matsutani                            | Jessie Lambotte                                                                              |
| Nemu Kurotsuchi ou Nemuri Nanago (véritable nom) | Rie Kugimiya                              | Jessie Lambotte                                                                              |
| Hanataro Yamada                                  | Koki Miyata                               | Jessie Lambotte                                                                              |
| Mayuri Kurotsuchi                                | Ryūsei Nakao                              | Jean-Pierre Leblan                                                                           |
| Ikkaku Madarame                                  | Nobuyuki Hiyama                           | Jean-Pierre Leblan                                                                           |
| Genryūsai Shigekuni Yamamoto                     | Masaaki Tsukada                           | Jean-Pierre Leblan                                                                           |
| Tetsuzaemon Iba                                  | Rintaro Nishi                             | Jean-Pierre Leblan                                                                           |
| Ashido Kano                                      | Katsuyuki Konishi                         | Jean-Pierre Leblan                                                                           |
| Byakuya Kuchiki                                  | Ryōtarō Okiayu                            | Marc-Antoine Frédéric                                                                        |
| Ganju Shiba                                      | Wataru Takagi                             | Marc-Antoine Frédéric                                                                        |
| Tatsuki Arisawa                                  | Junko Noda                                | Julie André                                                                                  |
| Kukkaku Shiba                                    | Akiko Hiramatsu                           | Julie André                                                                                  |
| Claude                                           | Nobuo Tobita                              | Lucas Bleger                                                                                 |
| Lilin                                            | Yumi Kakazu                               | Emma Darmon                                                                                  |
| Nanao Ise                                        | Hitomi Nabatame                           | Emma Darmon                                                                                  |
| Lilynette Gingerback                             | Kiyomi Asai                               | Emma Darmon                                                                                  |
| Tobiume                                          | Ayumi Fujimura                            | Emma Darmon                                                                                  |
| Nova                                             | Tomokazu Sugita                           | Francis Benoit                                                                               |
| Jushiro Ukitake                                  | Hideo Ishikawa                            | Francis Benoit                                                                               |
| Sajin Komamura                                   | Tetsu Inada                               | Nicolas Buchoux                                                                              |
| Yasochika Iemura                                 | Yutaka Aoyama                             | Bruno Forget                                                                                 |
| Shin'etsu Kisaragi                               | Hōchū Ōtsuka                              | Philippe Roullier                                                                            |
| Ryuken Ishida                                    | Ken Narita                                | Jean-François Lescurat                                                                       |
| Muramasa                                         | Yūichi Nakamura                           | Jean-François Lescurat                                                                       |
| Gin Ichimaru                                     | Kōji Yusa                                 | Gwen Lebret                                                                                  |
| Ulquiorra Schiffer                               | Daisuke Namikawa                          | Gwen Lebret                                                                                  |
| Shinji Hirako                                    | Masaya Onosaka                            | Philippe Namann                                                                              |
| Sarugaki Hiyori                                  | Reiko Takagi                              | Céline Rotard                                                                                |
| Chizuru Honshō                                   | Saki Nakajima                             | Nikie Gay Lescot                                                                             |
| Shota Toyokawa                                   | Reiko Takagi                              | Gwenaëlle Julien                                                                             |
| Yui Toyokawa                                     | Yurika Ochiai                             | Bénédicte Rivière                                                                            |
| Grimmjow Jaggerjack                              | Junichi Suwabe                            | Renaud Heine                                                                                 |
| Nnoitra Gilger                                   | Nobutoshi Canna                           | Renaud Heine                                                                                 |
| Luppi Antenor                                    | Daisuke Kishio                            | Pauline de Meurville                                                                         |
| Haineko                                          | Chiaki Takahashi                          | Pauline de Meurville                                                                         |
| Nell                                             | Tomoko Kaneda                             | Céline Melloul                                                                               |
| Szayel-Aporro Grantz                             | Kōsuke Toriumi                            | Julien Chatelet                                                                              |
| Shûkurô Tsukishima                               | Daisuke Ono                               | Julien Chatelet                                                                              |
| Yammy Rialgo                                     | Kenji Nomura                              | Patrick Pellegrin                                                                            |
| Edrad Liones                                     | Taiten Kusunoki                           | Antoine Tomé                                                                                 |
| Zommari Rureaux                                  | Taiten Kusunoki                           | Antoine Tomé                                                                                 |
| Senbonzakura                                     | Daisuke Hirakawa                          | Antoine Tomé                                                                                 |

Version française :
- Enregistrement et mixage : Aurélien Ghalaimia et Jérémy Pichon[65]

Source : Anime News Network et RS Doublage
Note : La série est doublée en version française dans son intégralité et sortie en coffret DVD jusqu'au 366e et dernier épisode.
Bleach: Thousand-Year Blood War
| Personnages                  | Voix japonaises        | Voix françaises,       |
| ---------------------------- | ---------------------- | ---------------------- |
| Ichigo Kurosaki              | Masakazu Morita        | Vincent de Bouard      |
| Rukia Kuchiki                | Fumiko Orikasa         | Françoise Escobar      |
| Candice Catnipp / « T »      | Yumi Uchiyama          | Françoise Escobar      |
| Uryū Ishida / « A »          | Noriaki Sugiyama       | Philippe Siboulet      |
| Renji Abarai                 | Kentarō Itō            | Nicolas Beaucaire      |
| Pesche Guatiche              | Takehito Koyasu        | Nicolas Beaucaire      |
| Keigo Asano                  | Katsuyuki Konishi      | Nicolas Beaucaire      |
| Orihime Inoue                | Yuki Matsuoka          | Isabelle Volpe         |
| Yasutora « Chad » Sado       | Hiroki Yasumoto        | Bruno Amiet            |
| Mayuri Kurotsuchi            | Ryūsei Nakao           | Jean-Pierre Leblan     |
| Yamamoto Genryūsai Shigekuni | Masaaki Tsukada        | Jean-Pierre Leblan     |
| Ikkaku Madarame              | Nobuyuki Hiyama        | Jean-Pierre Leblan     |
| Tetsuzaemon Iba              | Rintaro Nishi          | Jean-Pierre Leblan     |
| Tôshirô Hitsugaya            | Romi Paku              | Jochen Hägele (en)     |
| Yumichika Ayasegawa          | Jun Fukuyama           | Jochen Hägele (en)     |
| Zangetsu                     | Takayuki Sugo          | Jochen Hägele (en)     |
| Kaname Tosen                 | Toshiyuki Morikawa     | Jochen Hägele (en)     |
| Rangiku Matsumoto            | Kaya Matsutani         | Jessie Lambotte        |
| Ryunosuke Yuki               | Daiki Yamashita        | Jessie Lambotte        |
| Yamada Hanataro              | Kouki Miyata           | Jessie Lambotte        |
| Kisuke Urahara               | Shinichiro Miki        | Yannick Bellissard     |
| Marechiyo Ômaeda             | Shoto Kashii           | Yannick Bellissard     |
| Nell                         | Tomoko Kaneda          | Céline Melloul         |
| Emilou Apacci                | Kumi Sakuma            | Céline Melloul         |
| Ryuken Ishida                | Ken Narita             | Jean-François Lescurat |
| Yhwatch / « A »              | Takayuki Sugo          | Daniel Njo Lobé        |
| Jugram Haschwalth / « B »    | Yūichirō Umehara       | Elian Villain          |
| Hidetomo Kajomaru            | Wataru Hatano          | Elian Villain          |
| Askin Nakk Le Vaar / « D »   | Shunsuke Takeuchi      | Donald Reignoux        |
| Shino Madarame               | Asami Seto             | Elena Grillotti        |
| Bambietta Basterbine / « E » | Ayana Taketatsu        | Elena Grillotti        |
| Driscoll Berci / « O »       | Nobuaki Kanemitsu      | Benjamin Pascal        |
| Bazz-B / « H »               | Yūki Ono               | Benjamin Pascal        |
| Lille Barro / « X »          | Satoshi Hino           | Benjamin Pascal        |
| Gremmy Thoumeaux / « V »     | Natsuki Hanae          | Enzo Ratsito           |
| Shuhei Hisagi                | Katsuyuki Konishi      | Jean-Marco Montalto    |
| Rōjūrō Ōtoribashi            | Shoto Kashii           | Jean-Marco Montalto    |
| Gwenael Lee                  | -                      | Jean-Marco Montalto    |
| Jushiro Ukitake              | Hideo Ishikawa         | Francis Benoit         |
| Tenjiro Kirinji              | Tomoyuki Shimura       | Francis Benoit         |
| Chojiro Sasakibe             | Tarô Yamaguchi         | Francis Benoit         |
| Isshin Kurosaki              | Toshiyuki Morikawa     | Frédéric Souterelle    |
| Kenpachi Zaraki              | Fumihiko Tachiki       | Frédéric Souterelle    |
| Sōsuke Aizen                 | Shō Hayami             | Frédéric Souterelle    |
| Shunsui Kyôraku              | Akio Ōtsuka            | Frédéric Souterelle    |
| PePe Waccabrada / « L »      | Ryu Yamaguchi          | Frédéric Souterelle    |
| Byakuya Kuchiki              | Ryōtarō Okiayu         | Marc-Antoine Frédéric  |
| Ganju Shiba                  | Wataru Takagi          | Marc-Antoine Frédéric  |
| Dondochakka Bilstin          | Daisuke Gori           | Marc-Antoine Frédéric  |
| Robert Accutrone / « N »     | Takaya Hashi           | Marc-Antoine Frédéric  |
| Retsu Unohana                | Aya Hisakawa           | Emma Darmon            |
| Shunsui Kyôraku jeune        | Ayane Sakura           | Emma Darmon            |
| Sajin Komamura               | Tetsu Inada            | Nicolas Buchoux        |
| Cang Du / « I »              | Ryo Kuratomi           | Nicolas Buchoux        |
| Soi Fon                      | Hōko Kuwashima         | Isabelle Noérie        |
| Kanae Katagiri               | Mamiko Noto            | Isabelle Noérie        |
| Kensei Muruguma              | Tomokazu Sugita        | Lucas Bléger           |
| Zennosuke Kurumadani         | Masashi Yabe           | Lucas Bléger           |
| Kukkaku Shiba                | Akiko Hiramatsu        | Julie André            |
| Masaki Kurosaki              | Sayaka Ohara           | Julie André            |
| Momo Hinamori                | Kumi Sakuma            | Nayéli Forest          |
| Izumi Ishida                 | Rei Igarashi           | Nayéli Forest          |
| Senjumaru Shutara            | Rina Sato              | Nayéli Forest          |
| Kon                          | Mitsuaki Madono        | Patrick Pellegrin      |
| Oetsu Nimaiya                | Yōji Ueda              | Patrick Pellegrin      |
| Gin Ichimaru                 | Kōji Yusa              | Gwen Lebret            |
| BG9 / « K »                  | Hideyuki Tanaka        | Gwen Lebret            |
| Akon                         | Keijin Okuda           | Alexis Bourtereau      |
| Asgiaro Ebern                | Wataru Komada          | Alexis Bourtereau      |
| Lüdaas Friegen               | Daiki Hamano           | Olivier Cordina        |
| NaNaNa Najahkoop / « U »     | Tomoaki Maeno          | Olivier Cordina        |
| Mask de Masculine / « S »    | Yasuhiro Mamiya (Mask) | Olivier Cordina        |
| Quilge Opie / « J »          | Kōichi Yamadera        | Philippe Namann        |
| As Nödt / « F »              | Yoshitsugu Matsuoka    | Bruno Amiet            |
| Giselle Gewelle              | Nao Tōyama             | Elsa Chariband         |
| Kirio Hikifune               | Ayumi Tsunematsu       | Marie Zidi             |
| Ichibe Hyosube               | Naomi Kusumi           | Antoine Tomé           |
| Grand Ancien                 | Jin Urayama            | Antoine Tomé           |
| Franceska Mila Rose          | Sayori Ishizuka        | Faïda Lovero           |
| Yoruichi Shihōin             | Satsuki Yukino (femme) | Claudine Grémy (femme) |
| Luppi Antenor                | Daisuke Kishio         | Pauline de Meurville   |

Version française :
- Enregistrement et mixage : Nahuel Pena Vega et Quentin Cebile[67]

Source : Anime News Network et RS Doublage

### DVD
Au Japon, soixante-seize compilations de DVD ont été publiées par Aniplex pour la première série télévisée. La chaîne Animax a aussi publié 13 drama CD mettant en vedette les comédiens de doublage originaux de la série ; ces drama CD n'ont été inclus que dans les versions DVD de la série d'animation.
En France, Kazé est le studio qui produit et édite ces « coffrets DVD collectors » en VO / VF non censurée regroupés par saison, sous l'appellation « Box 1, Box 2, Box 3, etc. » :
6 volumes pour la première saison (1 à 63)
1. Box 1 avec 12 épisodes (1 à 12) est sorti le 22 août 2007[70] avec en bonus : un livret de 24 pages, 2 planches de stickers et un cadeau surprise ;
2. Box 2 avec 8 épisodes (13 à 20) est sorti le 21 novembre 2007[71] avec en bonus : le CD de la 1re bande originale de la série, 2 planches de stickers, un livret de 24 pages et 3 stand-up de personnages ;
3. Box 3 avec 12 épisodes (21 à 32) est sorti le 6 février 2008[72] avec en bonus : 2 planches de stickers, un livret de 24 pages et le poignet officiel des Shinigami ;
4. Box 4 avec 9 épisodes (33 à 41) est sorti le 23 avril 2008[73] avec en bonus : un mobile cleaner Bleach avec l'image de Kon, 2 planches de stickers et un livret de 24 pages ;
5. Box 5 avec 11 épisodes (42 à 52) est sorti le 18 juin 2008[74] avec en bonus : un carnet de croquis de 32 pages, 2 planches de stickers, un livret de 24 pages et un cardass Bleach ;
6. Box 6 avec 11 épisodes (53 à 63) est sorti le 26 novembre 2008[75] ;

Un coffret collector regroupant l'intégralité de la première saison est sorti le 3 décembre 2008.
3 volumes pour la deuxième saison (64 à 109)
1. Box 7 avec 16 épisodes (64 à 79) est sorti le 25 mars 2009[77] avec en bonus : 2 planches de stickers ;
2. Box 8 avec 12 épisodes (80 à 91) est sorti le 23 septembre 2009[78] avec en bonus : le CD de la 2e bande originale de la série et 2 planches de stickers ;
3. Box 9 avec 18 épisodes (92 à 109) est sorti le 3 février 2010[79] avec en bonus : 2 planches de stickers.

4 volumes pour la troisième saison (110 à 167)
1. Box 10 avec 22 épisodes (110 à 131) est sorti le 23 juin 2010[80] avec en bonus : un poster recto / verso ;
2. Box 11 avec 20 épisodes (132 à 151) est sorti le 13 octobre 2010[81] avec en bonus : un poster recto / verso ;
3. Box 12 avec 8 épisodes (152 à 159) est sorti le 5 janvier 2011[82] avec en bonus : le CD de la 3e bande originale de la série et un poster recto / verso ;
4. Box 13 avec 8 épisodes (160 à 167) est sorti le 6 avril 2011[83] avec en bonus : un porte-clé PVC Grimmjow, un « ultra-clip » pour casque audio Shinigami et un poster recto-verso.

5 volumes pour la quatrième saison (168 à 229)
1. Box 14 avec 13 épisodes (168 à 180) est sorti le 25 janvier 2012[85] avec en bonus : un poster recto / verso ;
2. Box 15 avec 13 épisodes (181 à 193) est sorti le 11 avril 2012[86] avec en bonus : un poster ;
3. Box 16 avec 12 épisodes (194 à 205) est sorti le 20 juin 2012[87] avec en bonus : un poster recto / verso ;
4. Box 17 avec 12 épisodes (206 à 217) est sorti le 29 août 2012[88] avec en bonus : un poster recto / verso ;
5. Box 18 avec 12 épisodes (218 à 229) est sorti le 7 novembre 2012[89] avec en bonus : un poster recto / verso.

7 volumes pour la cinquième saison (230 à 316)
1. Box 19 avec 12 épisodes (230 à 241) est sorti le 27 février 2013[90] avec en bonus : un poster recto / verso ;
2. Box 20 avec 12 épisodes (242 à 253) est sorti le 7 mai 2013[91] ;
3. Box 21 avec 12 épisodes (254 à 265) est sorti le 3 juillet 2013[92] ;
4. Box 22 avec 13 épisodes (266 à 278) est sorti le 2 octobre 2013[93] avec en bonus : un poster recto / verso ;
5. Box 23 avec 13 épisodes (279 à 291) est sorti le 4 décembre 2013[94] avec en bonus : un poster recto / verso ;
6. Box 24 avec 12 épisodes (292 à 303) est sorti le 8 janvier 2014[95] avec en bonus : un poster recto / verso ;
7. Box 25 avec 13 épisodes (304 à 316) est sorti le 9 avril 2014[96] avec en bonus : un poster recto / verso.

4 volumes pour la sixième saison (317 à 366)
1. Box 26 avec 12 épisodes (317 à 328) est sorti le 2 juillet 2014[97] ;
2. Box 27 avec 12 épisodes (329 à 340) est sorti le 27 août 2014[98] ;
3. Box 28 avec 13 épisodes (341 à 353) est sorti le 22 octobre 2014[99] ;
4. Box 29 avec 13 épisodes (354 à 366) est sorti le 3 décembre 2014[100].

## Réception critique
L'anime a figuré à plusieurs reprises dans le top 10 du classement de la télévision japonaise,,. Il a aussi été nommé aux « America Anime Awards 2007 » dans les domaines du « meilleur manga », du « meilleur acteur », du « meilleur design de boîtier DVD » et du « meilleur thème », mais n'a remporté aucun prix,. Dans un sondage Internet réalisé en 2005 par TV Asahi, Bleach était classé vingt-septième programme favori. En 2006, Bleach a été classé septième programme d'animation préféré du Japon. En février 2009, il s'est classé au 9e rang des émissions animées les plus vues de Hulu.
Carlo Santos, du site Anime News Network, a salué l'adaptation de l’anime, la décrivant comme « … un animé incroyablement divertissant qui vous saisira et refusera de vous laisser partir ». Maria Lin, du magazine Animefringe, a évoqué son ressenti sur les personnages, qu'elles trouvent variés et distincts, et la façon dont ils gèrent les responsabilités croissantes des pouvoirs. Elle a également félicité la série pour son attention aux détails, son scénario bien rythmé et son équilibre entre le sérieux et la comédie. En résumé, elle note que « Bleach, l’anime mérite sa popularité. Il a quelque chose pour tout le monde : le surnaturel, la comédie, l'action et un peu de romance, le tout lié à une excellente animation et à un groupe d'acteurs vocaux très enthousiaste ». Adam Arseneau, de DVD Verdict, a estimé que Bleach était une « série qui ne fait que s'améliorer avec l'âge » et était « étonnamment bien équilibrée et attrayante » avec des personnages et un rythme bien développés. Holly Ellingwood, d’Active Anime, déclare : « l’anime a parfaitement capturé l'excitation, l'humour caustique et l'intrigue surnaturelle du manga original ». Elle a également fait l'éloge de la série : « Les effets visuels sont saisissants, l'intrigue intrigante et possède un brillant mélange d'action et comédie décalée, ». Elle a aussi estimé : « la série fait un travail merveilleux en s'appuyant sur sa continuité pour fournir des épisodes de plus en plus tendus et en couches impliquant non seulement Ichigo et Rukia, mais aussi les personnages secondaires ».
En examinant la série pour DVD Talk, Don Houston estime : « les personnages dépassent les stéréotypes habituels des anime shōnen », puis il exprime son appréciation pour le style de l’anime, mélangeant le côté sombre avec le comique. John Sinnott, un autre critique pour DVD Talk, déclare : « la série commence comme un programme ennuyeux de monstre-de-la-semaine pour devenir plus épique à mesure que les histoires se construisent et que les personnages se développent ». Joseph Luster, du magazine Otaku USA, a écrit : « les intrigues sont toujours dramatiques sans les marteler trop lourdement, les personnages gèrent un certain aspect comique qui n'est pas aussi fascinant que l'on pourrait s'y attendre, et l'action (sous forme de séries de combats classiques) n'a fait que devenir plus ridicule au fil des ans, dans le bon sens bien sûr ». Bryce Coulter, de Mania.com, a encensé la série « pour ses rebondissements et les personnages originaux et amusants, ». Otto Federico von Feigenblatt note : « en termes de données démographiques, Bleach fait appel à un public International plus étroit que Naruto en raison de la complexité plus élevée de son intrigue ainsi qu'en raison des aspects religieux de l'histoire. » Les DVD japonais ont également connu de bonnes ventes, apparaissant généralement dans le classement des DVD,.